# Teletón 1996 (Chile)
La Teletón 1996 fue la décima cuarta versión de la campaña solidaria realizada en Chile los días 6 y 7 de diciembre. El lema de esta versión fue «Otro paso adelante» y la niña símbolo en esa oportunidad fue Nicole Núñez. El último cómputo fue de 5 692 426 301, es por eso que esta versión se transformó en la menos extensa en la historia de la Teletón, puesto que duró cerca de 26 horas de transmisión en forma ininterrumpida, algo que solo se volvería a repetir en las ediciones de 1998, 2000 y 2016 cuando la campaña tuvo una duración de 26 horas y 52 minutos.
Después del tropiezo del año anterior, se corrigieron los errores que provocaron el fracaso de la versión anterior y esta vez si se logró la meta (objetivo importante puesto que al año siguiente la campaña no se realizó por las elecciones parlamentarias), reuniendo $ 5 692 426 301, cómputo de las 00:32 horas del 8 de diciembre, entregado en el Estadio Nacional. La cifra final fue de exactos $ 6 050 millones (US$ 14 370 546).
Esta edición tuvo como frase "Identifícate con la Teletón", que también fue el nombre del himno de esta edición que fue interpretado por Mario Kreutzberger Don Francisco y un grupo de cantantes locales, la cual nunca fue lanzado en sencillo. Uno de los cambios fue renovar el logo "Teletón" con las letras Bodoni cursiva, manteniendo el logo de la cruz patada.

## Resumen
Después del fracaso del año anterior, llegó un momento de cambios en la campaña partiendo por el logo de la Teletón, dejando a un lado el clásico linotipo de 1978, presentando una nueva imagen durante el mes de agosto, creada por la agencia Prolam Y&R.  Además, durante la campaña previa, los programas de televisión tuvieron en sus escenarios un cuadro que decía "(Nombre del programa) se identifica con la Teletón", y al reverso los invitados estampaban su huella digital y su firma, confirmando su adhesión a la campaña. El lanzamiento se realizó el día 11 de octubre de 1996 al mediodía, en el Centro de Extensión de la Pontificia Universidad Católica de Chile, conducida por Pedro Carcuro y el propio Don Francisco.  
Como de costumbre, el evento comenzó en el Teatro Teletón con emotivas palabras de Mario Kreutzberger, donde se refirió a la campaña y, seguido de eso, entonó con un coro de niños el himno de esa teletón. Durante el primer bloque se presentaron artistas como Ricardo Montaner, Illapu, Dinamita Show y Alberto Plaza. Además se presentó la Ciclodanza que desde 1990 acompaña a la obra. Finalizado el primer bloque se presentó un resumen de la campaña anterior.
Al finalizar el evento en el teatro, el cómputo arrojó $ 3 566 320 945. Una hora después, se dio inicio al último bloque en el Estadio Nacional, con la entonación del Himno de la alegría por parte de José Alfredo Fuentes quien en ese entonces celebró 30 años de carrera. Se subieron al escenario artistas como Proyecto Uno, Enrique Iglesias, Marcos Llunas, Ednita Nazario y El General. Lo sorprendente ocurrió a las 23:38: Kike Morandé señaló que el cómputo debería superar los $ 5 mil millones. Luego de pasar la tarjeta, el cómputo arrojó $ 5 083 326 540, lo cual significaba que se llegaría pronto a la meta. Asimismo, los diferentes jingles cantados por los miles de personas en el estadio ayudaron el programa a cerrar lo más tarde posible, ya que la producción de la campaña tenía artistas para hasta la medianoche, siendo que la transmisión debería cerrar a la una de la mañana. Sin embargo, el último cómputo se arrojó a las 00:32, y la alegría de todos los animadores y el público presente en el estadio estalla con la cifra de $ 5 692 426 301 en el tablero.  Al finalizar el evento, Don Francisco agradeció a los que fueron a colaborar y se finalizó el evento con el himno oficial de esa campaña. La transmisión cerró a las 00:45 del domingo 8 de diciembre, 15 minutos antes del previsto.

### El nacimiento del "Vamos Chilenos"
En el bloque final se produjo un hecho muy especial cuando en el estadio, Jorge Hevia se dio cuenta de que un sector del público coreaba «Vamos chilenos», una canción de aliento inventada por la hinchada de fútbol cuando juega la selección chilena. El animador del programa Buenos días a todos de Televisión Nacional de Chile, durante el primer corte comercial de la noche final, empezó a entonar dicha canción. Luego Don Francisco la cantó a su manera y así casi de manera mágica y espontánea surgió la letra de un jingle que desde entonces ha acompañado a la Teletón y en general a todos los chilenos, cantada por primera vez al aire a las 22:45 del sábado 7 de diciembre de 1996:
Esa noche luego de superar la meta el canto era:

## Artistas
| - Illapu - Banda San Andrés - Andrés de León - Sonora Óscar Palacios - Luis Jara - Los Grillitos de Graneros - Cristóbal - Nicole - Cecilia Echenique - El Monteaguilino - Ariztía - Sol Azul - Keko Yunge - Inti Illimani - Pablo Herrera - Wildo - La nueva ola - Carlos González - Miguel Zabaleta - Alberto Plaza - Buddy Richard - José Alfredo Fuentes | - Ricardo Montaner - Adrián y Los Dados Negros - Tropi Match - Las Primas - Ángela Carrasco - La Sonora Dinamita - Pancho y La Sonora Colorada - Fobia - Paolo Meneguzzi - Los Delfines - José Alonso Mex - Los Saca Chispas - Valeria Lynch - Ednita Nazario - Marcos Llunas - Sergio Dalma - La Lupita - El General - Proyecto Uno - Enrique Iglesias - Marco Antonio Solís | - Dinamita Show - Los Indolatinos - Revista del Humor - Patricio Ibarra - Álvaro Salas - Pinto, Paredes y Angulo (Eduardo Thompson, Guillermo Bruce y Gilberto Guzmán) - Paulo Iglesias - Marcos Charola Pizarro - Jorge "Chino" Navarrete - Ciclodanza - Ángel Torres, bailarín - Cachureos - Roberto Nicolini - El mundo del Profesor Rossa |

## Telefonistas (solamente bloque de apertura)
| \| Rostro \| Región \| \| ------------------------------- \| -------------------------------- \| \| Fernando Solabarrieta (TVN) \| Región de Tarapacá \| \| Soledad Bacarreza (UCTV-C13) \| Región de Antofagasta \| \| Jaime Campusano (MEGA) \| Región de Atacama \| \| Rodolfo Baier (CHV) \| Región de Coquimbo \| \| Claudia Loreto Bravo (UCV) \| Región de Valparaíso \| \| Marcela Vacarezza (RED) \| Región de O'Higgins \| \| Julio Videla (MEGA) \| Región del Maule \| \| Laura Silva (MEGA) \| Región del Bío-Bío \| \| Alejandra Fosalba (TVN) \| Región de la Araucanía \| \| Consuelo Saavedra (R&P-C2) \| Región de Los Lagos \| \| Monserrat Álvarez (R&P-C2) \| Región de Aysén \| \| Paola Schachner \| Región de Magallanes \| \| Susana Roccatagliata (UCTV-C13) \| Región Metropolitana de Santiago \| |                                  |
| Rostro | Región                           |
| Fernando Solabarrieta (TVN) | Región de Tarapacá               |
| Soledad Bacarreza (UCTV-C13) | Región de Antofagasta            |
| Jaime Campusano (MEGA) | Región de Atacama                |
| Rodolfo Baier (CHV) | Región de Coquimbo               |
| Claudia Loreto Bravo (UCV) | Región de Valparaíso             |
| Marcela Vacarezza (RED) | Región de O'Higgins              |
| Julio Videla (MEGA) | Región del Maule                 |
| Laura Silva (MEGA) | Región del Bío-Bío               |
| Alejandra Fosalba (TVN) | Región de la Araucanía           |
| Consuelo Saavedra (R&P-C2) | Región de Los Lagos              |
| Monserrat Álvarez (R&P-C2) | Región de Aysén                  |
| Paola Schachner | Región de Magallanes             |
| Susana Roccatagliata (UCTV-C13) | Región Metropolitana de Santiago |

## Transmisión
- Rock & Pop Televisión
- La Red Televisión
- UCV Televisión
- TVN
- Megavisión
- Chilevisión
- Universidad Católica de Chile Televisión
- Telenorte
- Red Metrópolis Intercom
- Red VTR Cablexpress

### Programación
| Horario                                | Bloque                                    | Contenido |
| -------------------------------------- | ----------------------------------------- | --- |
| 22:00 - 00:30                          | Apertura                                  | Bloque inaugural, animado por Don Francisco, Antonio Vodanovic, Felipe Camiroaga, Juan Guillermo Vivado y Cecilia Bolocco. Incluyó una rutina humorística de Dinamita Show y la historia de Christopher Reeve. Actuaciones musicales - Musical de obertura con Don Francisco - "Identifícate con la Teletón" - Ricardo Montaner - "Soy tuyo", "Me va a extrañar" - Ciclodanza de Julio Zúñiga - "Macarena", "E O Tchan" - Musical con José Luis Sierra, Victor Hugo Castañeda, Fernando Vergara y Luis Musrri - "El venado", "María", "Cachete, pechito y ombligo", "Mira como mueve" - Illapu - "Sincero positivo" |
| 00:30 - 02:30                          | Risatón                                   | Con Marcela Vacarezza, Kike Morandé, Raúl Alcaíno y José Alfredo Fuentes. Incluyó una rutina humorística de Álvaro Salas y la prueba El que se ríe, pierde con Luis Santibáñez, Pedro Pavlovic y Patricia Iribarra de participantes y los humoristas Fernando Alarcón, Ricardo Meruane, Palta Meléndez y Bombo Fica. Actuaciones musicales - Musical con Juan Carlos Duque, Kike Morandé, Miguel Piñera y Miguelo - "Pobre caminante", "Los domingos", "La pollera colora'", "La piragua", "Yolanda, La reina de la parranda" - Adrián y los Dados Negros - "Tonta", "Chica vacilona", "Tarjetita de invitación", "El venao" - Tropi Match - "Marta, soy el número uno" - Las Primas - "Saca la mano, Antonio"                                                                 |
| 02:30 - 05:00                          | Bailetón                                  | Desde el Gimnasio Municipal de Concepción con Rafael Araneda, Laura Silva y Cristian Velasco. Actuaciones musicales - Banda San Andrés - La Sonora Dinamita - Pancho y la Sonora Colorada - Ángela Carrasco - "Para reír o llorar" (Teatro Teletón) |
| 05:00 - 07:00                          | Mujeres al despertar                      | Con Kike Morandé y Felipe Camiroaga además del show del cantante nacional Andrés de León Actuaciones musicales - Sonora Oscar Palacios - "Otro paso adelante", "Los Domingos" (ft. Kike Morandé), "El venado" - Ballet de Ángel Torres - Fobia - "Hipnotízame" - Paolo Meneguzzi |
| 07:00 - 09:30                          | Bloque Matinal                            | Desde Iquique con Margot Kahl, Jorge Hevia y Luis Jara. |
| 09:30 - 12:00                          | Bloque infantil                           | Con Don Francisco, Antonio Vodanovic, Savka Pollak, Marcelo Hernández, Ivette Vergara, Roberto Nicolini y Carolina Gutiérrez. |
| 12:00 - 14:00                          | Almorzando con la Teletón                 | Con Don Francisco, Christian Gordon, Antonio Vodanovic y Susana Roccatagliata. Actuaciones musicales - Cecilia Echenique - "Porque siempre hay tiempo" - Nicole - "Esperando nada" - Musical del Coro Musical del Instituto de Rehabilitación Infantil de Santiago - "We Are The Champions" |
| 14:00 - 15:00                          | Foro panel: Los programas de conversación | Panel de conversación integrado por Paulina Nin de Cardona, Eliseo Salazar, Alfredo Lamadrid y Julio Videla, conducido por Leo Caprile. Actuaciones musicales - Marcos Llunas - "Vida", "Eres mi debilidad" |
| 15:00 - 16:00                          | Babytón                                   | Desde el Gimnasio Manuel Plaza con Mauricio Israel, Ingrid Sufán, Titi García-Huidobro, Juan Ramón Cid y Hans Marwitz Torneo de Babyfútbol con los equipos de "Los Animadores", "Los Artistas", "Adrenalina" y "Loca piel". |
| 16:00 - 18:00                          | Bloque juvenil                            | Con Don Francisco, Antonio Vodanovic, Angélica Castro, Iván Valenzuela y Consuelo Saavedra. Actuaciones musicales - Cristian de la Fuente y Generación '96 - Sol Azul - Pablo Herrera |
| 18:00 - 19:00                          | La Nueva Ola                              | Con Fernando Alarcón y Jorge Pedreros. Incluyó la rutina humorística de "La Cuatro Dientes" (Gloria Benavides) Actuaciones musicales - Miguel Zabaleta - "Al pasar esa edad". |
| 19:00 - 21:05                          | Teatro Teletón                            | Show de cierre con invitados. Con Don Francisco, Antonio Vodanovic, Eli de Caso, Paulina Nin de Cardona y Fernando Paulsen. Actuaciones musicales - Paolo Meneguzzi - "Loco" - Sergio Dalma - "Esa chica es mía" - Musical de actores de telenovelas - "La ventanita" - La Lupita - "Ja, ja, ja" - Luis Jara - Musical de Valeria Lynch con compositores chilenos. |
| Noticieros de cada canal (21:05-22:05) |                                           | |
| 22:05 - 00:45                          | Cierre                                    | Desde el Estadio Nacional, con Don Francisco, Antonio Vodanovic, Jorge Hevia, Christian Gordon, Cecilia Bolocco, Kike Morandé, José Alfredo Fuentes, Fernando Paulsen, Paulina Nin de Cardona, Eli de Caso y Rafael Araneda. La transmisión fue dirigida por Eduardo Domínguez. Actuaciones musicales - Musical de obertura con José Alfredo Fuentes - "Himno de la alegría" - El General - "¿Qué es lo que quiere esa nena?" - Enrique Iglesias - "Si tú te vas", "Experiencia religiosa" - Sol Azul - "Siente tu vida", "Atrévete a amar" - La Sonora Dinamita - "Medley" - Marco Antonio Solís - "Qué pena me da", "Muévete" - Adrián y Los Dados Negros - "¿Por qué me siguen las mujeres?" - Proyecto Uno - "Latinos" - Musical de cierre - "Identifícate con la Teletón" |

## Recaudación

### Cómputos
| Hora  | Monto en pesos  | % meta   | Monto en dólares |
| ----- | --------------- | -------- | ---------------- |
| 22:14 | $ 223 752       | < 0,01 % | $ 531            |
| 00:17 | $ 143 726 595   | 2,59 %   | $ 341 393        |
| 02:15 | $ 313 240 560   | 5,65 %   | $ 744 039        |
| 04:49 | $ 364 382 735   | 6,57 %   | $ 865 517        |
| 06:59 | $ 407 024 989   | 7,34 %   | $ 966 805        |
| 10:34 | $ 575 289 479   | 10,38 %  | $ 1 366 483      |
| 12:12 | $ 682 352 563   | 12,32 %  | $ 1 620 789      |
| 12:33 | $ 770 440 718   | 13,91 %  | $ 1 830 025      |
| 13:01 | $ 851 268 169   | 15,37 %  | $ 2 022 014      |
| 14:17 | $ 1 220 396 645 | 22,03 %  | $ 2 898 804      |
| 15:25 | $ 1 564 330 116 | 28,24 %  | $ 3 715 748      |
| 16:58 | $ 1 862 725 030 | 33,63 %  | $ 4 424 525      |
| 17:59 | $ 2 230 426 114 | 40,27 %  | $ 5 297 924      |
| 20:04 | $ 2 927 021 318 | 52,85 %  | $ 6 952 544      |
| 21:04 | $ 3 566 320 945 | 64,39 %  | $ 8 471 071      |
| 22:40 | $ 4 327 927 108 | 78,15 %  | $ 10 280 111     |
| 23:36 | $ 5 083 326 540 | 91,79 %  | $ 12 074 409     |
| 00:32 | $ 5 692 426 301 | 102,79 % | $ 13 521 202     |

### Auspiciadores
| Empresa                      | Rubro           | Monto en pesos  | Monto en dólares |
| ---------------------------- | --------------- | --------------- | ---------------- |
| Arroz Tucapel                | Arroz           | $38 611 948     | $ 91 714         |
| Babysan                      | Pañales         | $40 210 662     | $ 95 512         |
| Banco de Chile               | Banco           | $100 000        | $ 237 529        |
| Cachantún                    | Agua mineral    | $38 542 324     | $ 91 549         |
| Cerveza Cristal              | Cervezas        | $62 488 181     | $ 148 427        |
| Cocinero Trisol              | Aceite          | $32 165 181     | $ 76 401         |
| Colún                        | Quesos          | $39 180 092     | $ 93 064         |
| Copec                        | Petróleos       | $45 000         | $ 106 888        |
| CTC Mundo                    | Telefonía       | $93 072 049     | $ 221 073        |
| Dos en Uno (Caramelos Ritmo) | Confites        | $35 059 400     | $ 83 276         |
| Dos en Uno (Selz y Holanda)  | Galletas        | $44 101 600     | $ 104 754        |
| Elite                        | Papel higiénico | $36 000         | $ 85 510         |
| Elite                        | Servilletas     | $41 000         | $ 97 387         |
| Fanta                        | Bebidas         | $45 000         | $ 106 888        |
| Hasbro Universo              | Juguetes        | $32 180 150     | $ 76 437         |
| Johnson's Clothes            | Sastrería       | $35 240 000     | $ 83 705         |
| LAN Chile                    | Aerolíneas      | $86 276 811     | $ 204 933        |
| Lucchetti                    | Pastas          | $43 000         | $ 102 137        |
| Omo Matic                    | Detergente      | $45 125 390     | $ 107 186        |
| Odontine                     | Pasta Dental    | $34 873 188     | $ 82 834         |
| Organics                     | Champú          | $37 294 397     | $ 88 585         |
| Pisco La Serena              | Pisquería       | $40 038 515     | $ 95 103         |
| Ripley                       | Multitiendas    | $40 230 729     | $ 95 559         |
| Savory                       | Helados         | $35 220 000     | $ 83 657         |
| Soprole                      | Leche           | $35 502 176     | $ 84 328         |
| Soprole                      | Yogur           | $46 784 978     | $ 111 128        |
| Super Pollo                  | Avícola         | $43 134 233     | $ 102 456        |
| Té Supremo                   | Té              | $36 720 478     | $ 87 222         |
| Zuko                         | Jugos en polvo  | $38 230 525     | $ 90 808         |
| Total                        | 26 empresas     | $ 1 320 283 007 | $ 3 136 064      |

### Tareas solidarias
En la campaña de 1996, por primera vez una empresa propuso un desafío de venta de productos en tiempo récord para ayudar a la Teletón. Así nacieron las conocidas tareas solidarias, que agregan a la recaudación ya comprometida por las empresas que aportan a la Teletón. Desde 2014, las tareas tienen que ver con actividades que no visan venta de productos, frente a las crítica hechas por parte de la población cuanto a las tareas de la Teletón 2012. En 1996, la red de restaurantes Lomitón propuso una meta de vender 160 mil lomitos para donar $ 500 (US$ 1.19) por producto vendido entre las 22h del viernes 6 hasta las 22h del sábado 7 de diciembre. A minutos del cierre de la campaña, la empresa confirmó la venta de 165 mil lomitos, superando la meta y efectuando un aporte de $ 82 500 000 (US$ 195 962).

## Curiosidades
- Durante las primeras horas del evento se mostraba en la parte de arriba del tablero de cómputo los números, los cuales rotaban de manera muy rápida y muy lenta, que graficaba si las donaciones corrían muy rápido y muy lento respectivamente.
- Por primera vez en la Teletón, no había un "tablero" que muestra los cómputos y la meta. En reemplazo de él hubo una pantalla gigante, compuesta de varios monitores, permitiendo mostrar los cómputos en distintas gráficas, como la entrada de un banco.
- Antes de comenzar una especie de tertulia preparada por Leo Caprile, el entonces General Director de Carabineros Fernando Cordero Rusque, luego de conversar con Don Francisco, recibió la invitación para pasar la tarjeta y leer un nuevo cómputo. Eso sucedió en el cómputo de las 14:17.
- Uno de los auspiciadores de la campaña, Champú Organics para promocionar su compromiso, logró juntar a las dos actrices protagónicas de las dos teleseries de aquel momento, por un lado Francisca Merino que interpretaba a Cathy Winter en Adrenalina de Canal 13 y por otro Javiera Contador quien hacía el papel de Verónica Alfaro en Loca piel de TVN.
- El narcotraficante Mario Silva Leiva, conocido como el Cabro Carrera, donó $ 3 millones (US$ 7 125) en la campaña.
- Fue la tercera Teletón que se realizó bajo el gobierno de Eduardo Frei Ruiz-Tagle.